# カロル・リトヴィン
カロル・リトヴィン（Carol Litvin、1932年10月18日 - ）は、ルーマニアの指揮者。

## 経歴
1932年生まれ。モスクワ音楽院に留学してボリス・ハイキンに指揮法、ヴラディスラフ・ソコロフに合唱指揮を師事した。1958年に帰国してルーマニア放送の合唱団及びオーケストラの指揮者となった。
1959年から1964年までルーマニア放送の音楽部門の副部長を務め、1959年よりブカレスト音楽院で指揮法を講じるようになった。